# Tour de França de 2009
La 96a edició del Tour de França es disputà entre el 4 i el 26 de juliol de 2009, amb un recorregut de 3.444 km repartits entre 21 etapes. El vencedor final fou l'espanyol Alberto Contador, per davant del luxemburguès Andy Schleck i el set vegades vencedor de la cursa, l'estatunidenc Lance Armstrong.

## Recorregut
El 14 de desembre de 2007 la direcció del Tour va anunciar oficialment que la sortida de l'edició del 2009 del Tour es faria des de Mònaco, amb una contrarellotge individual que recorreria part del Circuit de Mònaco. A poc a poc es van anar coneixent detalls del recorregut. El 3 de setembre la premsa es fa ressò del fet que Barcelona acolliria una etapa, 43 anys després de la darrera visita del Tour, una dada que poc després confirmà Jordi Hereu, alcalde de Barcelona, en roda de premsa.
La presentació del recorregut oficial de la cursa francesa es produí el 22 d'octubre, el qual no sols confirmà Barcelona com a final i inici d'una etapa del Tour sinó que Girona seria punt de sortida de l'etapa que ha d'arribar a Barcelona i l'estació d'esquí d'Ordino-Arcalís, al Principat d'Andorra, lloc d'arribada de la primera etapa de muntanya de l'edició, amb sortida a Barcelona.
Fins a arribar a terres catalanes el Tour recorre la costa mediterrània, amb una contrarellotge per equips a Montpeller, com a etapa més destacada. Un cop passat Barcelona, els ciclistes hauran de superar tres etapes als Pirineus, en què hauran de superar, entre d'altres el mític Tourmalet fins a arribar a Tarba per després ser transportats en avió a Llemotges, lloc de la primera etapa de descans.
Tot seguit creuran França cap a l'est per anar cap a Alsàcia, tot travessant la serralada del Jura i entrar a Suïssa per arribar a Verbier que és la primera etapa alpina de l'edició. Després d'una segona etapa de descans, els ciclistes afrontaran les dues etapes alpines i una contrarellotge a Annecy. Una darrera etapa de muntanya, en substitució de la tradicional contrarellotge del penúltim dia, durà els ciclistes fins al cim del Ventor, abans d'arribar als Camps Elisis.

## Equips participants
En aquesta edició hi prenen part 20 equips. 17 d'ells formen part dels equi UCI ProTour (tots excepte el Fuji-Servetto). Els altres tres equips són: Skil-Shimano, Cervélo TestTeam i Agritubel. Cada equip està format per 9 ciclistes, per a un total de 180 participants.
| Núm.  | Codi | Equip             |
| ----- | ---- | ----------------- |
| 1-9   | CTT  | Cervélo TestTeam  |
| 11-19 | SIL  | Silence-Lotto     |
| 21-29 | AST  | Astana Team       |
| 31-39 | SAX  | Team Saxo Bank    |
| 41-49 | RAB  | Rabobank          |
| 51-59 | GRM  | Garmin-Slipstream |
| 61-69 | EUS  | Euskaltel-Euskadi |
| 71-79 | THR  | Team Columbia-HTC |
| 81-89 | A2R  | AG2R La Mondiale  |
| 91-99 | LIQ  | Liquigas          |

| Núm.    | Codi | Equip                 |
| ------- | ---- | --------------------- |
| 101-109 | FDJ  | Française des Jeux    |
| 111-119 | GCE  | Caisse d'Epargne      |
| 121-129 | COF  | Cofidis               |
| 131-139 | LAM  | Lampre-N.G.C.         |
| 141-149 | BBO  | Bbox Bouygues Telecom |
| 151-159 | QST  | Quick Step            |
| 161-169 | KAT  | Team Katusha          |
| 171-179 | AGR  | Agritubel             |
| 181-189 | MRM  | Team Milram           |
| 191-199 | SKS  | Skil-Shimano          |

## Etapes
| Etapa     | Data              | Ciutats d'etapa                                  | km                 | Tipus                     | Tipus                   | Vencedor de l'etapa | Líder de la general |
| --------- | ----------------- | ------------------------------------------------ | ------------------ | ------------------------- | ----------------------- | ------------------- | ------------------- |
| 1a etapa  | dis. 4 de juliol  | Mònaco – Mònaco                                  | 15,5               | contrarellotge individual | CRI                     | Fabian Cancellara   | Fabian Cancellara   |
| 2a etapa  | diu. 5 de juliol  | Mònaco – Brinhòla                                | 187                | Etapa plana               | Etapa plana             | Mark Cavendish      | Fabian Cancellara   |
| 3a etapa  | dll. 6 de juliol  | Marsella – La Mota Granda                        | 196,5              | Etapa plana               | Etapa plana             | Mark Cavendish      | Fabian Cancellara   |
| 4a etapa  | dim. 7 de juliol  | Montpeller – Montpeller                          | 39                 | contrarellotge per equips | CRE                     | Team Astana         | Fabian Cancellara   |
| 5a etapa  | dix. 8 de juliol  | Agde – Perpinyà (CAT)                            | 196,5              | Etapa plana               | Etapa plana             | Thomas Voeckler     | Fabian Cancellara   |
| 6a etapa  | dij. 9 de juliol  | Girona (CAT) – Barcelona (CAT)                   | 181,5              | Etapa plana               | Etapa plana             | Thor Hushovd        | Fabian Cancellara   |
| 7a etapa  | div. 10 de juliol | Barcelona (CAT) – Andorra (Ordino-Arcalís) (AND) | 224                | Etapa de muntanya         | Etapa de muntanya       | Brice Feillu        | Rinaldo Nocentini   |
| 8a etapa  | dis. 11 de juliol | Andorra la Vella (AND) – Sent Gironç             | 176,5              | Etapa de muntanya         | Etapa de muntanya       | Luis León Sánchez   | Rinaldo Nocentini   |
| 9a etapa  | diu 12 de juliol  | Sent Gironç - Tarbes                             | 160,5              | Etapa de muntanya         | Etapa de muntanya       | Pierrick Fédrigo    | Rinaldo Nocentini   |
|           | dll. 13 de juliol | (etapa de descans)                               | (etapa de descans) | (etapa de descans)        | (etapa de descans)      | (etapa de descans)  | (etapa de descans)  |
| 10a etapa | dim. 14 de juliol | Llemotges – Issoudun                             | 194,5              | Etapa plana               | Etapa plana             | Mark Cavendish      | Rinaldo Nocentini   |
| 11a etapa | dix. 15 de juliol | Vatan – Saint-Fargeau                            | 192                | Etapa plana               | Etapa plana             | Mark Cavendish      | Rinaldo Nocentini   |
| 12a etapa | dij. 16 de juliol | Tonnerre – Vittel                                | 211,5              | Etapa plana               | Etapa plana             | Nicki Sørensen      | Rinaldo Nocentini   |
| 13a etapa | div. 17 de juliol | Vittel – Colmar                                  | 200                | Etapa de mitja muntanya   | Etapa de mitja muntanya | Heinrich Haussler   | Rinaldo Nocentini   |
| 14a etapa | dis. 18 de juliol | Colmar – Besançon                                | 199                | Etapa plana               | Etapa plana             | Serguei Ivanov      | Rinaldo Nocentini   |
| 15a etapa | diu. 19 de juliol | Pontarlier – Verbier (SUI)                       | 207,5              | Etapa de muntanya         | Etapa de muntanya       | Alberto Contador    | Alberto Contador    |
|           | dll. 20 de juliol | (etapa de descans)                               | (etapa de descans) | (etapa de descans)        | (etapa de descans)      | (etapa de descans)  | (etapa de descans)  |
| 16a etapa | dim. 21 de juliol | Martigny (Suïssa) (SUI) – Bourg-Saint-Maurice    | 159                | Etapa de muntanya         | Etapa de muntanya       | Mikel Astarloza     | Alberto Contador    |
| 17a etapa | dix. 22 de juliol | Bourg-Saint-Maurice – Le Grand-Bornand           | 169,5              | Etapa de muntanya         | Etapa de muntanya       | Fränk Schleck       | Alberto Contador    |
| 18a etapa | dij. 23 de juliol | Annecy – Annecy                                  | 40,5               | contrarellotge individual | CRI                     | Alberto Contador    | Alberto Contador    |
| 19a etapa | div. 24 de juliol | Bourgoin-Jallieu – Aubenas                       | 178                | Etapa plana               | Etapa plana             | Mark Cavendish      | Alberto Contador    |
| 20a etapa | dis. 25 de juliol | Montelaimar – Ventor                             | 167                | Etapa de muntanya         | Etapa de muntanya       | Juan Manuel Gárate  | Alberto Contador    |
| 21a etapa | diu. 26 de juliol | Montereau-Fault-Yonne – París                    | 164                | Etapa plana               | Etapa plana             | Mark Cavendish      | Alberto Contador    |

## Classificacions finals

### Classificació general
|    | Ciclista              | Equip             | Temps       |
| -- | --------------------- | ----------------- | ----------- |
| 1  | Alberto Contador      | Team Astana       | 85h 48' 35" |
| 2  | Andy Schleck          | Team Saxo Bank    | + 4' 11"    |
| 3  | Lance Armstrong       | Team Astana       | + 5' 24"    |
| 4  | Bradley Wiggins       | Garmin-Slipstream | + 6' 01"    |
| 5  | Frank Schleck         | Team Saxo Bank    | + 6' 04"    |
| 6  | Andreas Klöden        | Team Astana       | + 6' 42"    |
| 7  | Vincenzo Nibali       | Liquigas          | + 7' 35"    |
| 8  | Christian Vande Velde | Garmin-Slipstream | + 12' 04"   |
| 9  | Roman Kreuziger       | Liquigas          | + 14' 16"   |
| 10 | Christophe Le Mével   | FDJ               | + 14' 25"   |

### Classificació dels punts
|    | Ciclista           | Equip             | Punts |
| -- | ------------------ | ----------------- | ----- |
| 1  | Thor Hushovd       | Cervélo TestTeam  | 280   |
| 2  | Mark Cavendish     | Team Columbia-HTC | 270   |
| 3  | Gerald Ciolek      | Milram            | 172   |
| 4  | José Joaquín Rojas | Caisse d'Epargne  | 145   |
| 5  | Tyler Farrar       | Garmin-Slipstream | 136   |
| 6  | Nicolas Roche      | AG2R La Mondiale  | 122   |
| 7  | Oscar Freire       | Rabobank ProTeam  | 119   |
| 8  | Franco Pellizotti  | Liquigas          | 104   |
| 9  | Alberto Contador   | Team Astana       | 101   |
| 10 | Andreas Klöden     | Team Astana       | 89    |

### Classificació de la muntanya
|    | Ciclista           | Equip                 | Punts |
| -- | ------------------ | --------------------- | ----- |
| 1  | Franco Pellizotti  | Liquigas              | 210   |
| 2  | Egoi Martinez      | Euskaltel–Euskadi     | 135   |
| 3  | Alberto Contador   | Team Astana           | 126   |
| 4  | Andy Schleck       | Team Saxo Bank        | 111   |
| 5  | Pierrick Fédrigo   | Bbox Bouygues Telecom | 99    |
| 6  | Christophe Kern    | Cofidis               | 89    |
| 7  | Fränk Schleck      | Team Saxo Bank        | 88    |
| 8  | Mikel Astarloza    | Euskaltel–Euskadi     | 86    |
| 9  | Juan Manuel Garate | Silence-Lotto         | 86    |
| 10 | Sandy Casar        | FDJ                   | 84    |

### Classificació dels joves
|    | Ciclista        | Equip                 | Temps        |
| -- | --------------- | --------------------- | ------------ |
| 1  | Andy Schleck    | Team Saxo Bank        | 85h 52' 46"  |
| 2  | Vincenzo Nibali | Liquigas              | + 3' 24"     |
| 3  | Roman Kreuziger | Liquigas              | + 10' 05"    |
| 4  | Pierre Rolland  | Bbox Bouygues Telecom | + 33' 33"    |
| 5  | Nicolas Roche   | AG2R La Mondiale      | + 34' 09"    |
| 6  | Brice Feillu    | Agritubel             | + 37' 03"    |
| 7  | Peter Velits    | Milram                | + 42' 24"    |
| 8  | Chris Sorensen  | Team Saxo Bank        | + 45' 36"    |
| 9  | Tony Martin     | Team Columbia-HTC     | + 50' 53"    |
| 10 | Iuri Trofímov   | Bbox Bouygues Telecom | + 1h 05' 12" |

### Classificació per equips
|    | Equip             | Temps        |
| -- | ----------------- | ------------ |
| 1  | Team Astana       | 256h 02' 58" |
| 2  | Garmin-Slipstream | + 22' 35"    |
| 3  | Team Saxo Bank    | + 28' 34"    |
| 4  | AG2R La Mondiale  | + 31' 47"    |
| 5  | Liquigas          | + 43' 31"    |
| 6  | Euskaltel–Euskadi | + 58' 05"    |
| 7  | FDJ               | + 1h 01' 48" |
| 8  | Cofidis           | + 1h 05' 34" |
| 9  | Team Katusha      | + 1h 13' 57" |
| 10 | Agritubel         | + 1h 20' 38" |

## Evolució de les classificacions
| Etapa               | Vencedor              | Classificació general Maillot groc | Classificació per punts Maillot verd | Classificació de la muntanya Maillot a punts vermells | Classificació dels joves Maillot blanc | Classificació per equips |
| ------------------- | --------------------- | ---------------------------------- | ------------------------------------ | ----------------------------------------------------- | -------------------------------------- | ------------------------ |
| 1                   | Fabian Cancellara     | Fabian Cancellara                  | Fabian Cancellara                    | Alberto Contador                                      | Roman Kreuziger                        | Astana Qazaqstan Team    |
| 2                   | Mark Cavendish        | Fabian Cancellara                  | Mark Cavendish                       | Jussi Veikkanen                                       | Roman Kreuziger                        | Astana Qazaqstan Team    |
| 3                   | Mark Cavendish        | Fabian Cancellara                  | Mark Cavendish                       | Jussi Veikkanen                                       | Tony Martin                            | Astana Qazaqstan Team    |
| 4                   | Astana Qazaqstan Team | Fabian Cancellara                  | Mark Cavendish                       | Jussi Veikkanen                                       | Tony Martin                            | Astana Qazaqstan Team    |
| 5                   | Thomas Voeckler       | Fabian Cancellara                  | Mark Cavendish                       | Jussi Veikkanen                                       | Tony Martin                            | Astana Qazaqstan Team    |
| 6                   | Thor Hushovd          | Fabian Cancellara                  | Mark Cavendish                       | Stéphane Augé                                         | Tony Martin                            | Astana Qazaqstan Team    |
| 7                   | Brice Feillu          | Rinaldo Nocentini                  | Mark Cavendish                       | Brice Feillu                                          | Tony Martin                            | Astana Qazaqstan Team    |
| 8                   | Luis León Sánchez     | Rinaldo Nocentini                  | Thor Hushovd                         | Christophe Kern                                       | Tony Martin                            | AG2R La Mondiale         |
| 9                   | Pierrick Fédrigo      | Rinaldo Nocentini                  | Thor Hushovd                         | Egoi Martínez                                         | Tony Martin                            | AG2R La Mondiale         |
| 10                  | Mark Cavendish        | Rinaldo Nocentini                  | Thor Hushovd                         | Egoi Martínez                                         | Tony Martin                            | AG2R La Mondiale         |
| 11                  | Mark Cavendish        | Rinaldo Nocentini                  | Mark Cavendish                       | Egoi Martínez                                         | Tony Martin                            | AG2R La Mondiale         |
| 12                  | Nicki Sørensen        | Rinaldo Nocentini                  | Mark Cavendish                       | Egoi Martínez                                         | Tony Martin                            | Team Saxo Bank           |
| 13                  | Heinrich Haussler     | Rinaldo Nocentini                  | Thor Hushovd                         | Franco Pellizotti                                     | Tony Martin                            | Team Saxo Bank           |
| 14                  | Serguei Ivanov        | Rinaldo Nocentini                  | Thor Hushovd                         | Franco Pellizotti                                     | Tony Martin                            | AG2R La Mondiale         |
| 15                  | Alberto Contador      | Alberto Contador                   | Thor Hushovd                         | Franco Pellizotti                                     | Andy Schleck                           | Astana Qazaqstan Team    |
| 16                  | Mikel Astarloza       | Alberto Contador                   | Thor Hushovd                         | Franco Pellizotti                                     | Andy Schleck                           | Astana Qazaqstan Team    |
| 17                  | Fränk Schleck         | Alberto Contador                   | Thor Hushovd                         | Franco Pellizotti                                     | Andy Schleck                           | Astana Qazaqstan Team    |
| 18                  | Alberto Contador      | Alberto Contador                   | Thor Hushovd                         | Franco Pellizotti                                     | Andy Schleck                           | Astana Qazaqstan Team    |
| 19                  | Mark Cavendish        | Alberto Contador                   | Thor Hushovd                         | Franco Pellizotti                                     | Andy Schleck                           | Astana Qazaqstan Team    |
| 20                  | Juan Manuel Gárate    | Alberto Contador                   | Thor Hushovd                         | Franco Pellizotti                                     | Andy Schleck                           | Astana Qazaqstan Team    |
| 21                  | Mark Cavendish        | Alberto Contador                   | Thor Hushovd                         | Franco Pellizotti                                     | Andy Schleck                           | Astana Qazaqstan Team    |
| Classificació final | Classificació final   | Alberto Contador                   | Thor Hushovd                         | Franco Pellizotti                                     | Andy Schleck                           | Team Astana              |